# Michel Garneau
Michel Garneau (* 25. April 1939 in Montreal; † 13. September 2021 in Magog/Québec) war ein kanadischer Schriftsteller französischer Sprache.

## Leben und Werk
Michel Garneau, Sohn eines Richters, war der Bruder des Dichters Sylvain Garneau (1930–1953), dessen Freitod er im Alter von 14 Jahren erlebte. Nach diesem Schock verließ er Schule und Familie und widmete sich, anfänglich als Mitarbeiter von Radio-Canada, der Dichtung und dem Theater. In der Oktoberkrise wurde er 1970 verhaftet und saß vorübergehend im Gefängnis. Von 1978 bis 1999 lehrte er Dramaturgie und Improvisation an der École nationale de théâtre du Canada und war ab 1986 ihr Leiter. Von 1985 bis 1987 war er zudem Präsident des Centre d’essai des auteurs dramatiques (CEAD). Eine Besonderheit seiner Texte liegt in der Einbeziehung der Québecer Volkssprache, des sogenannten Joual, das er unter anderem für Shakespeare-Übersetzungen verwandte (Macbeth 1978, Coriolan 1989, The Tempest 1989).
Er erhielt zweimal den Preis des Gouverneurs, 1977 in der Sparte Poésie ou théâtre de langue française (für Les célébrations und Adidou Adidouce), den er aus politischen Gründen ablehnte, und 1989 in der Sparte Théâtre de langue française (für Mademoiselle Rouge), den er annahm.

## Werke (Auswahl)

### Theater
- Esstradinairement vautre. Aurore, Montreal 1974. (= extraordinairement vôtre)
- Strauss et Pesant (et Rosa). L’Aurore, Montreal 1974. (Vorwort von André Page)
- Quatre à quatre. L’Aurore, Montreal 1974. (zahlreiche Ausgaben)
- Gilgamesh. VLB, Montreal 1976.
- Émilie ne sera plus jamais cueillie par l’anémone. VLB, Montreal 1981. (mehrere Ausgaben)
- Les guerriers. VLB, Montreal 1989.
- De la poussière d’étoiles dans les os. VLB, Montreal 1991. (Uraufführung 1976)

### Dichtung
- Poésies complètes, 1955–1987. Guérin littérature, Montreal; Editions L’Age d’homme, Lausanne 1988.
- Une corde de bran de scie. Lanctôt, Outremont 2002.
- Discrète parade d’éléphants. Lanctôt, Outremont 2004.
- Poèmes du traducteur. L’Hexagone, Montreal 2008.